# Otkritie Arena
L'Otkritie Arena, també conegut com a estadi Spartak, és un estadi de futbol de Moscou, Rússia, propietat de l'Spartak de Moscou. L'estadi va ser inaugurat el 5 de setembre del 2014 i té una capacitat total de 45.000 espectadors tots asseguts, ampliable a 50.000, amb els màxims criteris de la UEFA.
L'estadi va ser construït al lloc que ocupava l'aeròdrom Tushino. El disseny actual el va desenvolupar AECOM i Dexter Moren Associates i també té adjunt un estadi cubert independent. El finançament principal de la construcció va ser aportat pel propietari del club, Leonid Fedun a través d'empreses afiliades com la companyia Lukoil i IFD Kapital.
L'estadi acull els partits com a local de l'Spartak de Moscou i, ocasionalment, de la selecció de futbol de Rússia. A més, entre el 2017 i 2018, va acollir partits de la Copa Confederacions i del Mundial de Rússia.

## Història

### Orígens i altres intents
Al llarg de la història de l'Spartak, el club no ha disposat mai del seu propi estadi de futbol. L'equip jugava en diversos estadis com l'estadi Lokomotiv, l'estadi Dinamo, l'estadi Eduard Streltsov i especialment a l'estadi Lujniki, però cap de la seva propietat.
Després del col·lapse econòmic de l'URSS i la transició a una economia de mercat, el club inicialment tampoc podia permetre's un estadi propi degut a la falta de fons per a la construcció. Els intents de construir el seu estadi s'iniciaren el 1994. L'ajuntament de Moscou va assignar un terreny a prop del jardí botànic, però la construcció no va començar degut a les protestes dels grups verds i dels veïns. El 1998 el cost estimat del projecte era de 250 milions de dòlars i donaria cabuda a prop de 65.000 aficionats. Però el 31 de març de 1999 la una resolució del Govern de Moscou va prohibir la construcció d'un estadi a la zona.
El setembre de 2001 es va planejar la construcció d'un estadi en la intersecció de la perspectiva Michurinsky i el carrer Lobachevsky. Aquest estadi tindria un aforament molt més modest que l'anterior projecte amb només 10.000 localitats. Per diverses raons, entre elles la falta de diners del govern de Moscou i de l'Spartak, l'estadi no es va construir.

### Construcció de l'estadi

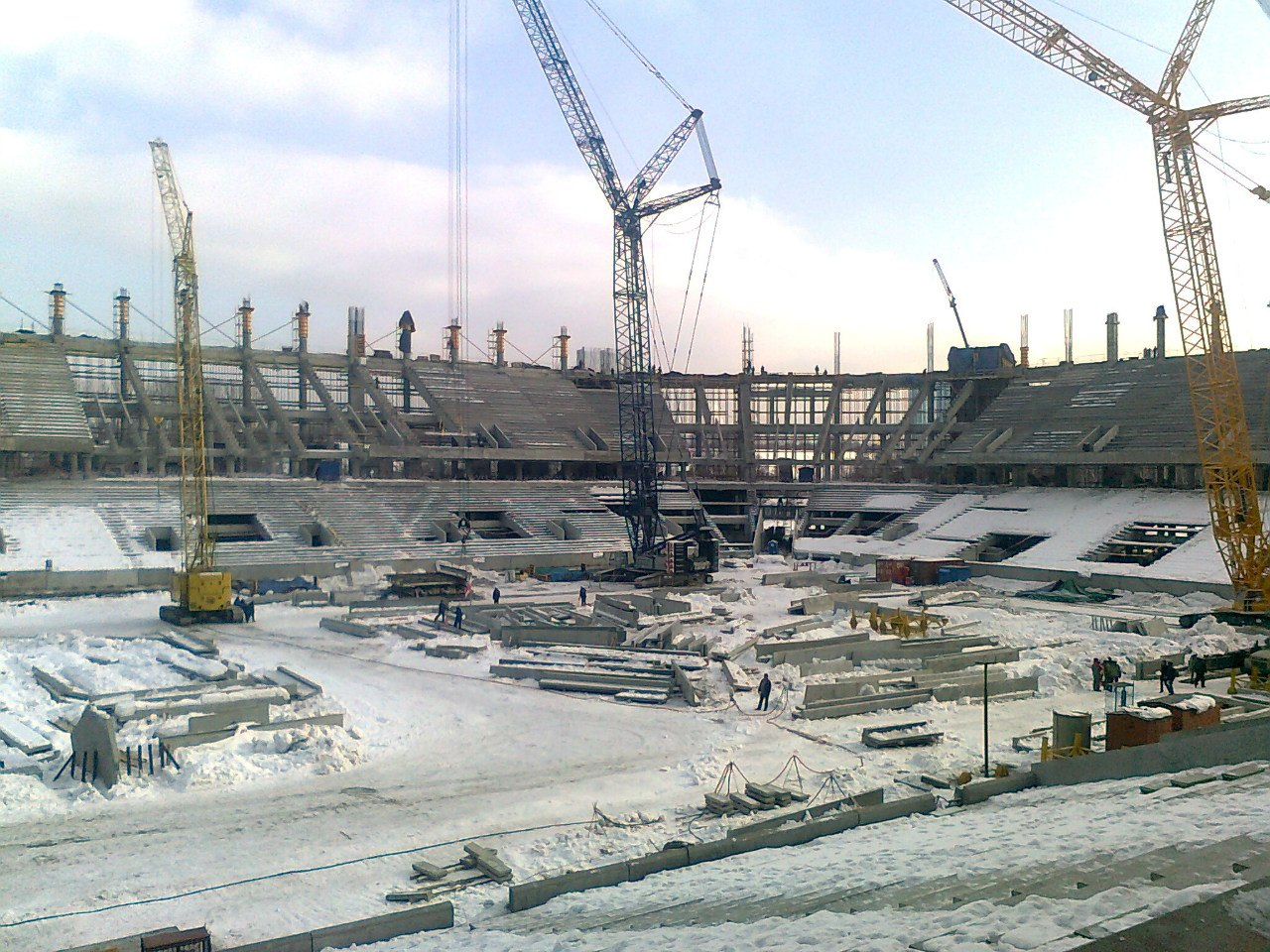
Construcció de l'estadi (febrer 2013).

El novembre de 2006 es va produir un altre intent per a iniciar els plans de la construcció de l'estadi de l'equip moscovita, aquesta vegada amb èxit. Es va decidir construir un estadi al districte de l'aeròdrom Tushino. El finançament de la construcció va ser garantida per Leonid Fedun, propietari del club. El 2 de juny de 2007 se celebrar la solemne cerimònia de col·locació de la primera pedra. Però la construcció de l'estadi es va suspendre gradualment, en un principi degut a endarreriments burocràtics i de les característiques del lloc, i més tard en relació amb la crisi financera i econòmica mundial.

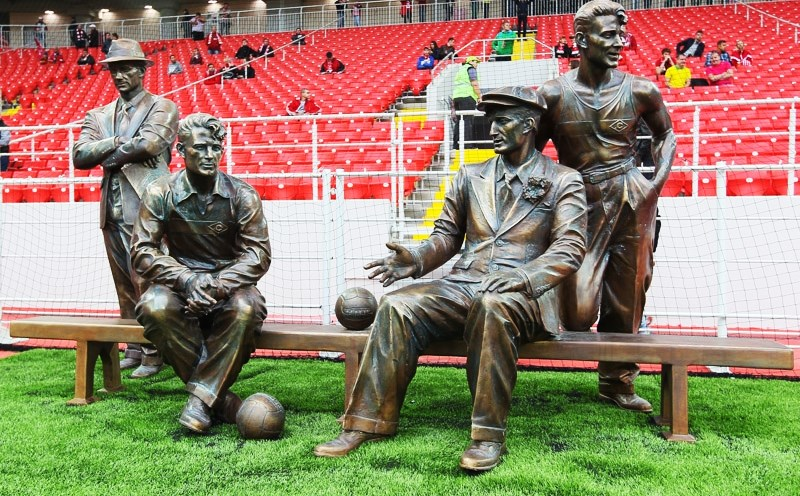
Monument als germans Starostin a la gespa de l'estadi. La figura de l'esquerra és Nikolai Stàrostin, fundador de l'Spartak.

El 19 de febrer de 2013 es va anunciar que el nou estadi s'anomenaria «Otkritie Arena» degut al patrocinador principal, el banc Otkritie. El total de l'operació va pujar fins als catorze mil milions de rubles i la construcció es va allargar durant un període de sis anys. El nom del banc es mostra a l'emblema de l'estadi en vermell i blanc, encara que els colors corporatius del banc són el blau i el blanc. D'acord amb els requisits de la FIFA i la UEFA en els partits de competicions de la UEFA del club i partits oficials de les seleccions nacionals, l'estadi no podrà fer servir el nom del patrocinador principal i haurà d'aparèixer simplement com estadi Spartak.

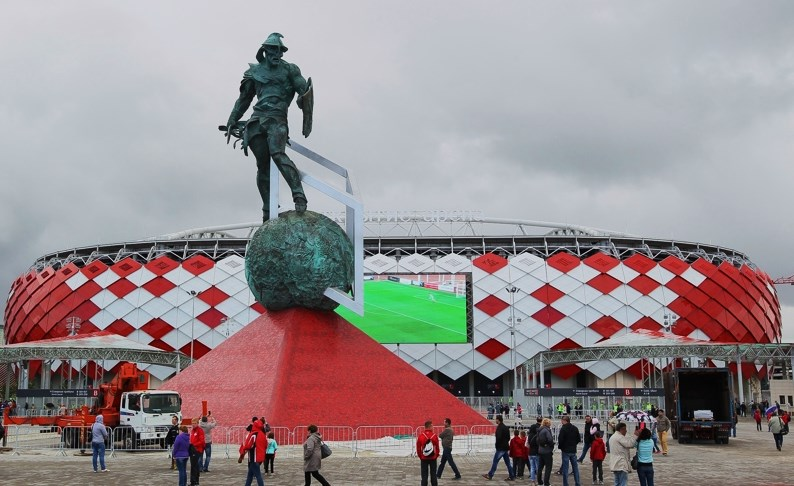
Entrada a l'Otkritie Arena, amb la figura d'Espàrtac.

El 21 d'agost de 2014, prop del terreny de joc i junt a la tribuna B de l'estadi es va destapar al públic un monument als quatre germans Starostin, fundadors i jugadors de l'Spartak. Prop de l'estadi s'hi va col·locar una escultural figura del gladiador Espàrtac, símbol del club, amb una altura de 24,5 metres (amb pedestal). El 2013, es va informar que també s'havia planejat instal·lar monuments de les grands llegendes del club Igor Netto i Nikita Simonyan. Al quart pis de la tribuna oest hi ha el museu de l'Spartak, amb una superfície total d'uns 800m².
El 27 d'agost de 2014 es va inaugurar l'estació de metro Spartak, el mateix dia que va visitar l'estadi el president rus Vladímir Putin. El 30 d'agost es va jugar un partit de veterans del club, al que van assistir prop de 8.000 persones. El partit inaugural el van jugar l'Spartak i l'Estrella Roja serbi, el 5 de setembre de 2014. El partit va tenir una assistència de 37.734 espectadors. El defensa internacional Dmitry Kombarov va fer el primer gol al nou estadi als 8 minuts.
El primer partit oficial a l'Otkritie Arena de l'Spartak va ser a la setena jornada de la lliga rusa quan els locals van guanyar FK Torpedo Moscou en el derbi moscovita amb un marcador de 3:1 (amb dos gols de Quincy Promes i un de José Manuel Jurado) i va tenir una assitència total de 36.058 espectadors.
Poc despurs, el 12 d'octubre de 2014, l'estadi va acollir el seu primer partit internacional de la selecció rusa, classificatori per a l'Eurocopa 2016 contra la selecció de futbol de Moldàvia. El partit va acabar amb el marcador de 1:1 i l'únic gol dels russos va ser des del punt de penal, anotat pel davanter de l'Spartak Artiom Dziuba.

## Característiques

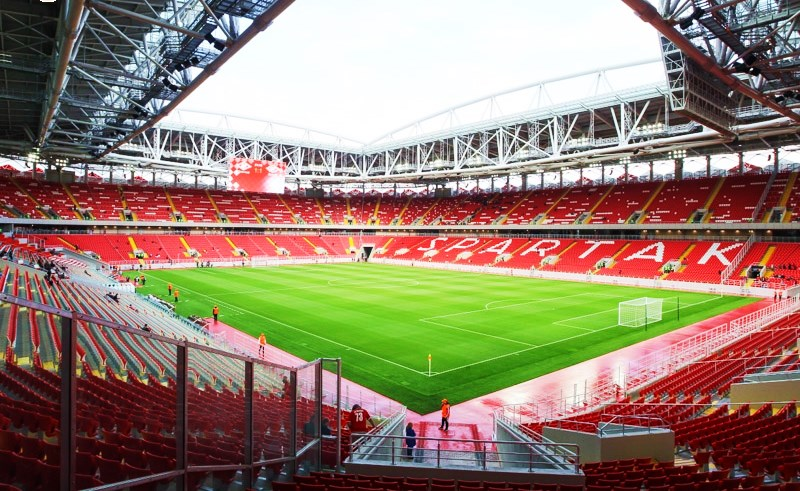
Interior de l'estadi.

L'estadi va ser construït a partir de tribunes de graderiess prefabricades de formigó i un sostre arquejat sostingut d'acer. El sostre està dissenyat per a suportar les temperatures extremes de Moscou i la seva estructura pot suportar el pes de les continues nevades de l'hivern a Rússia.
L'Otkritie Arena és, globalment, un complex esportiu que consisteix en un estadi de futbol, dos estadis d'hoquei sobre gel, una acadèmia de tennis, un centre d'esports aquàtics, diverses escoles d'esports i dos jardins d'infància. La capacitat de l'estadi és de 45.000 espectadors asseguts, però la capacitat augmentarà a 50.000 durant la celebració del Mundial de Futbol de 2018.

## Serveis per als espectadors
A l'estadi s'hi preveu ajuda d'orientació a càrrec de voluntaris, consignes, guarderia per a nens i servei d'objectes perduts. Per a les persones amb discapacitat estan reservats dos sectors de 50 localitats cadascun. Aquesta part de l'estadi està dotada de rampes i ascensors.

## Seguretat a l'estadi
Per la Copa del Món de Futbol de 2018, a l'estadi s'hi van instal·lar sistemes de vídeo-vigilància i identificació dels espectadors i equips de registre. Les mesures de seguretat es van fer pel Comitè Organitzador CM-2018, el Ministeri de l'interior i el Servei federal de Seguretat conjuntament amb l'administració de l'estadi.

## Esdeveniments

### Copa FIFA Confederacions 2017
L'Otkritie Arena va ser un dels quatre estadis escollits com a seu per a la Copa Confederacions 2017, que es va a jugar el juny de 2017 a Rússia. Els partits que s'hi van veure van ser:

#### Fase de grups
| Camerun | 0-2     | Xile                     |
| ------- | ------- | ------------------------ |
|         | Detalls | Vidal 81' · Vargas 90+1' |

| Rússia | 0-1     | Portugal   |
| ------ | ------- | ---------- |
|        | Detalls | Ronaldo 8' |

| Xile          | 1-1     | Austràlia  |
| ------------- | ------- | ---------- |
| Rodríguez 67' | Detalls | Troisi 42' |

#### Partit pel tercer lloc
| Portugal                      | 2–1 (pr.) | Mèxic           |
| ----------------------------- | --------- | --------------- |
| Pepe 90+1' · Adrien 104' (p.) | Detalls   | Neto 54' (p.p.) |

### Partits de la Copa del Món de Futbol de 2018
Aquest estadi és una de les seus de la Copa del Món de Futbol de 2018.

#### Fase de grups
| Argentina  | 1–1     | Islàndia        |
| ---------- | ------- | --------------- |
| Agüero 19' | Informe | Finnbogason 23' |

| Polònia        | 1–2     | Senegal                       |
| -------------- | ------- | ----------------------------- |
| Krychowiak 86' | Informe | Cionek 37' (p.p.) · Niang 60' |

| Bèlgica                                                    | 5–2     | Tunísia                  |
| ---------------------------------------------------------- | ------- | ------------------------ |
| E. Hazard 6' (p.), 51' · Lukaku 16', 45+3' · Batshuayi 90' | Informe | Bronn 18' · Khazri 90+3' |

| Sèrbia | 0–2     | Brasil                          |
| ------ | ------- | ------------------------------- |
|        | Informe | Paulinho 36' · Thiago Silva 68' |

#### Vuitens de final
| Colòmbia                                   | 1–1 (pr.) | Anglaterra                                    |
| ------------------------------------------ | --------- | --------------------------------------------- |
| Y. Mina 90+3'                              | Informe   | Kane 57' (p.)                                 |
| Tanda de penals                            |           |                                               |
| Falcao · Cuadrado · Muriel · Uribe · Bacca | 3–4       | Kane · Rashford · Henderson · Trippier · Dier |